# Тироло
Тиро̀ло (на италиански: Tirolo; на немски: Tirol, Тирол) е село и община в Северна Италия, автономна провинция Южен Тирол, автономен регион Трентино-Южен Тирол. Разположено е на 594 m надморска височина. Населението на общината е 2465 души (към 2010 г.).
Името на област Тирол произхожда от името на това село.

## Език
Официални общински езици са и италианският и немският. Най-голямата част от населението говори немски. В общината се говори и други романски език, ладинският.
| %     | Роден език      |
| 2,89  | Италиански език |
| 96,89 | Немски език     |
| 0,22  | Ладински език   |